# Stena Parakalamou
Stena Parakalamou este o arie protejată (arie de protecție specială avifaunistică — SPA) din Grecia întinsă pe o suprafață de 3.536,4 ha, integral pe uscat.

## Localizare
Centrul sitului Stena Parakalamou este situat la coordonatele 39°33′54″N 20°21′19″E / 39.565055°N 20.35537°E.

## Înființare
Situl Stena Parakalamou a fost declarat arie de protecție specială avifaunistică în octombrie 2002 pentru a proteja 29 de specii de animale.

## Biodiversitate
Situată în ecoregiunea mediteraneană, aria protejată nu include niciun habitat protejat.
La baza desemnării sitului se află mai multe specii protejate de  păsări (29): uliu cu picioare scurte (Accipiter brevipes), pescăruș albastru (Alcedo atthis), fâsă-de-câmp (Anthus campestris), lăstunul mare (Apus apus), buha (Bubo bubo), șorecarul comun (Buteo buteo), caprimulg (Caprimulgus europaeus), șerpar (Circaetus gallicus), erete vânăt (Circus cyaneus), prepeliță (Coturnix coturnix), cristeiul de câmp (Crex crex), lăstun de casă (Delichon urbicum), egretă mică (Egretta garzetta), presură de grădină (Emberiza hortulana), șoim călător (Falco peregrinus), muscar-gulerat (Ficedula albicollis), becațină comună (Gallinago gallinago), Hippolais olivetorum, rândunică (Hirundo rustica), sfrâncioc roșiatic (Lanius collurio), sfrânciocul cu frunte neagră (Lanius minor), Leiopicus medius, ciocârlie de pădure (Lullula arborea), grangur (Oriolus oriolus), vrabie negricioasă (Passer hispaniolensis), viespar (Pernis apivorus), Phalacrocorax carbo sinensis, turturică (Streptopelia turtur), Tachymarptis melba
Pe lângă speciile protejate, pe teritoriul sitului au mai fost identificate 1 specie de păsări.